# Soninke
Het Soninke (Soninke: Sooninkanxanne), ook bekend als Serakhulle of Azer is een Mandétaal gesproken door de Soninke in Afrika. De taal heeft ongeveer 2,1 miljoen sprekers, voornamelijk in Mali en ook (in volgorde van hoogste naar laagste sprekersaantal) in Senegal, Ivoorkust, Gambia, Mauritanië, Guinee-Bissau, Guinee en Ghana. Het is een nationale taal in Mali, Senegal, Gambia en Mauritanië.
De taal is relatief homogeen, met slechts kleine fonologisch, lexicale en grammaticale variaties.
Het is mogelijk dat de taal van de Imraguen en/of het Nemadidialect dialecten zijn van, of nauw verwant zijn aan, het Soninke.
- Bibliothèque nationale de France: cb119478624 (data)
- Library of Congress Control Number: sh85125227
- Nationale Bibliotheek van Israël: 987007558330705171
- Système universitaire de documentation: 027436969